# اچ‌ام‌اس آینیاس (پی۴۲۷)
اچ‌ام‌اس آینیاس (پی۴۲۷) (به انگلیسی: HMS Aeneas (P427)) یک زیردریایی بود. این زیردریایی در سال ۱۹۴۵ ساخته شد.